# Yoshiobodes camerunensis
Yoshiobodes camerunensis is een mijtensoort uit de familie van de Carabodidae. De wetenschappelijke naam van de soort werd voor het eerst geldig gepubliceerd in 2017 door Fernandez, Theron, Leiva en Tiedt.